# Gold-Hahnenfuß
Der Gold-Hahnenfuß (Ranunculus auricomus agg.), manchmal auch Goldgelber Hahnenfuß, Goldschopf-Hahnenfuß oder Goldhaar-Hahnenfuß genannt, ist eine formenreiche Artengruppe aus der Familie der Hahnenfußgewächse (Ranunculaceae). Sie ist eine wichtige Modellgruppe in der Evolutionsbiologie, die für die Erforschung der Entstehung von Apomixis, Polyploidie und Artentstehung von großer Bedeutung ist.

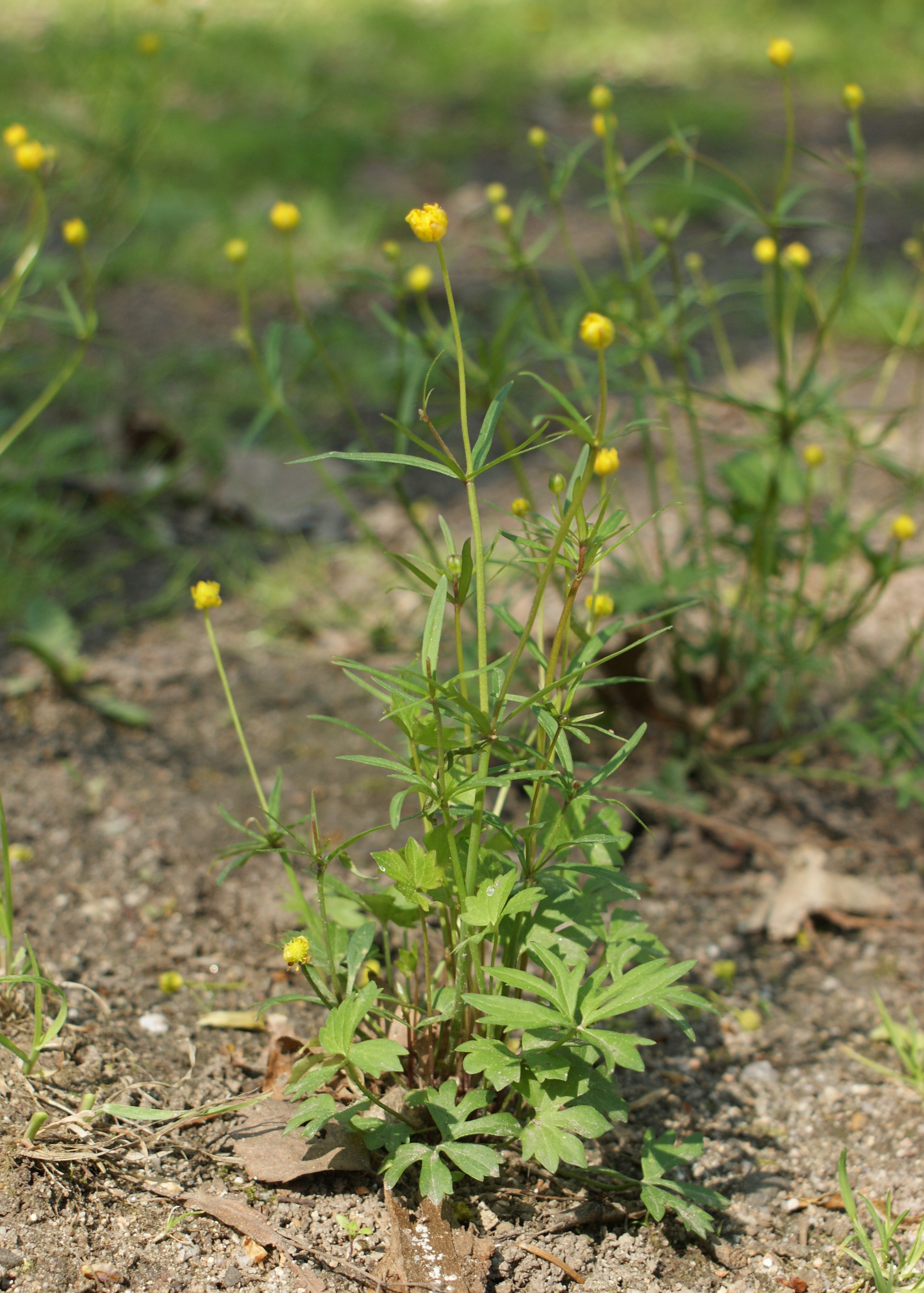
Gold-Hahnenfuß (Ranunculus auricomus agg.)

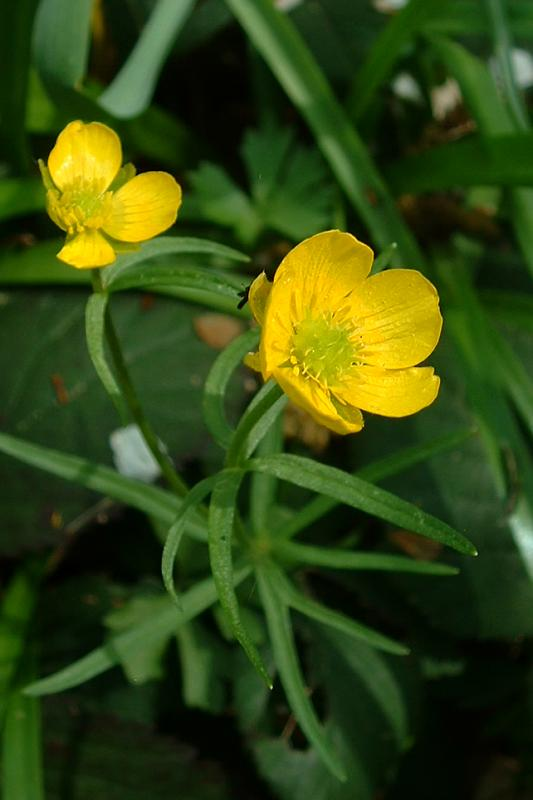
Blüte

## Beschreibung
Der Gold-Hahnenfuß ist eine ausdauernde, krautige Pflanze und erreicht Wuchshöhen von 10 bis 50 Zentimeter. Die Stängel tragen am Grund kleine Niederblätter. Die Grundblätter sind lang gestielt und haben eine ungeteilte, nierenförmig-rundliche Spreite mit gekerbt-gezähntem Blattrand, die aber auch drei-, fünf- oder mehrspaltig sein kann. Es liegt Heterophyllie vor. Die zwei bis vier Stängelblätter unterscheiden sich stark von den Grundblättern: sie sind sitzend, fingerartig geteilt und haben linealische bis lanzettliche, teilweise gekerbt-gezähnte Zipfel.
Die Blütenstiele sind rund und nicht oder undeutlich gefurcht. Der Blütenboden ist kahl bis behaart. Die zwittrige Blüte ist radiärsymmetrisch und fünfzählig mit doppelter Blütenhülle. Es sind immer fünf Kelchblätter vorhanden. Von den gelben Kronblättern sind nicht immer fünf voll ausgeprägt. Die diploid-sexuellen Stammarten besitzen meist eine vollständige Anzahl von Kronblättern, während die polyploid-apomiktischen Hybridtaxa (auch als „Kleinarten“ geführt) oftmals eine reduzierte Anzahl aufweisen. Die Anzahl der Kronblätter hängt dabei auch von umgebenden Umweltfaktoren ab. Blütezeit reicht von März bis Mai. Die Bestäubung erfolgt durch Fremdbestäubung (Insektenbestäubung) bei den Selbstinkompatibilität Stammarten, und oft durch Selbstbestäubung bei den selbstkompatiblen Apomikten.
Die dicht behaarten Nüsschen sind bei einer Länge von 3 bis 4 Millimeter eiförmig und enden in einem kurzen, hakigen Schnabel. Die Apomikten können, je nach Umweltbedingungen und genetischer Disposition, einen geringen Prozentsatz sexueller Samen innerhalb eines Nüsschens produzieren. Die Fruchtreife erfolgt von Juli bis September.
Die Chromosomenzahl beträgt meist 2n = 16 in den diploid-sexuellen Stammarten, und 2n = 32 in den tetraploid-apomiktischen Hybridtaxa.

## Ökologie
Der Gold-Hahnenfuß ist ein Hemikryptophyt und eine Schaftpflanze. Eine vegetative Vermehrung erfolgt durch das Rhizom.
Er ist ein Frühjahrsblüher. Obwohl die kronblattartigen Perigonblätter und Nektarien oft reduziert sind oder fehlen, erfolgt trotzdem Blütenbesuch durch Bienenverwandte, Zweiflügler oder kleine Käfer.
Die Ausbreitung der Diasporen erfolgt durch Zufallsausbreitung oder durch Zoochorie, beispielsweise durch die Rote Waldameise (Formica rufa).

## Vorkommen
Der Gold-Hahnenfuß kommt vor allem in Laub- und Auwäldern, in extensiv genutzten sickerfeuchten Bergwiesen und Sumpfwiesen, oft auch in Gärten und Parks vor. Außerdem bevorzugt er neutrale bis kalkige, nährstoffreiche und grundwasserdurchzogene Lehmböden. Er steigt bis in die alpine Höhenstufe, an der Bernina bis 2100 Meter Meereshöhe.
Die ökologischen Zeigerwerte, beispielsweise nach Landolt et al. 2010 in der Schweiz, sind: Feuchtezahl F = 3+w+ (feucht aber stark wechselnd), Lichtzahl L = 3 (halbschattig), Reaktionszahl R = 3 (schwach sauer bis neutral), Temperaturzahl T = x, Nährstoffzahl N = 3 (mäßig nährstoffarm bis mäßig nährstoffreich), Kontinentalitätszahl K = 4 (subkontinental).

## Systematik
In der Artengruppe des Gold-Hahnenfußes werden mehr als 800 beschriebene Taxa zusammengefasst. Eine aktuelle Studie basierend auf phylogenomischen und geometrisch-morphometrischen Methoden hat die 12 existenten diploiden, teilweise tetraploiden Taxa zu 5 Stammarten basierend auf neusten Artkonzepten und Methoden der integrativ taxonomischen Forschung zusammengefasst. Eine der Stammarten, Ranunculus cassubicifolius, kommt auch in Süddeutschland und Österreich entlang des Nordalpenrandes, aber auch in den Karpaten vor. Die anderen Stammarten sind in den Pyrenäen und dem Zentralmassiv (Ranunculus envalirensis), in Österreich und Slowenien (Ranunculus notabilis), in den Apenninen (Ranunculus marsicus) und in den Karpaten (Ranunculus flabellifolius) verbreitet. Weitere aktuelle Studien basierend auf den 75 weiterbreitesten europäischen, apomiktischen Taxa haben gezeigt, dass die Apomikten zum größten Teil durch Hybridisierung, Rückkreuzungen zu den Elternarten und Polyploidisierung entstanden sind, und oft Polyphylie als auch morphologisch nicht eindeutig auftrennbar sind. Sie wurden daher als Nothotaxa (Hybridtaxa) eingestuft.
Die klassische Gliederung in Ranunculus auricomus, Ranunculus cassubicus und Ranunculus fallax lässt sich nicht aufrechterhalten. Für Zentraleuropa werden mehr also 100 Nothotaxa angegeben.